# Vlasta Pospíšilová
Vlasta Pospíšilová (rozená Jurajdová, 18. února 1935 Praha – 15. dubna 2022) byla česká scenáristka, animátorka a režisérka. Spolupracovala na mnoha krátkometrážních i celovečerních filmech společně s řadou oceňovaných českých režisérů. Byla velice oceňovanou animátorkou, a to i na mezinárodní scéně, především na poli loutkové animace. V roce 1979 debutovala jako režisérka krátkým animovaným filmem O Maryšce a vlčím hrádku.

## Život
Vystudovala loutkářství a scénické výtvarnictví na Vyšší škole uměleckoprůmyslové v Praze u profesora Richarda Landera. Již na škole se setkala s prací Jiřího Trnky a navštěvovala ateliéry animovaného filmu v Chourových domech na Národní třídě, kde Trnka zrovna natáčel loutkový celovečerní film Bajaja (1950). Po ukončení studií nastoupila do cestovní kanceláře Turista, kde působila dva roky jako propagační grafička. Po této pracovní zkušenosti nastoupila do Krátkého filmu Praha do studia kreslených a loutkových filmů (později Studio Jiřího Trnky). Jako samostatná animátorka začala pracovat v sedmdesátých letech.
Do svého osobního života nechala nahlédnout v televizní seriálu Teď vedou, babička s dědou (2009), kde se objevila i se svými vnoučaty. Kromě představení v roli babičky, také mluvila o své roli režisérky a jejich pracovních zvycích. V té době pracovala také na výstavě představující natáčení Fimfára, jejíž příprava je v seriálu také zachycena.
V roce 2015 jí byla na Mezinárodním festivalu animovaných filmů Anifilm v Třeboni udělena Cena za celoživotní dílo. Festival aktivně navštěvovala až do své smrti v roce 2022.

## Dílo

### Spolupráce
Prvních dvanáct let pracovala ve studiu kreslených a loutkových filmů jako asistentka. O svých začátcích u Jiřího Trnky do rozhovoru pro Film a doba řekla:
Pracovala jsem zprvu v přípravě. Dělali se elfíci do Snu noci Svatojánské; lepila jsem kytičky, z bužírky jsem dělala plášť Titanie. Přitom se točily animátorské zkoušky. Dostali jsme kameru a praktikábl. Vymysleli jsme si malý příběh, měli jsme oblouk z Bajaji a Trnka nám půjčil loutku Šaška… Říkali nám děti, i když třeba Janu Adamovi bylo už třicet šest let. Dělali jsme žaludy, elfíky, ale už i samostatné záběry. Úvodní záběr Snu se točil tři týdny…
S Jiřím Trnkou kromě filmu Sen noci svatojánské spolupracovala také na filmech Kybernetická babička (1962) a Archanděl Gabriel a paní Husa (1964). Jako asistentka při svém působení v Krátkém filmu pracovala i na filmech dalších režisérů Jana Karpaše Fikmik (1959) či Půlnoční příhoda (1960) Břetislava Pojara.
Až počátkem sedmedesátých let začala pracovat již jako samostatná animátorka. S režisérem a scenáristou Jaroslavem Bočkem pracovala hned na třech snímcích – Sochařka z poličky (1970), Vdova z Efesu (1971) a Tři etudy pro animátora s dohrou (1977). Právě poslední zmíněný film bývá v její filmografii vyzdvihován pro její animační zručnost. V polovině sedmdesátých let animovala snímky Račte prominout (režie Lubomír Beneš, 1974) a Čára a já (režie Zdeněk Smetana, 1975), který byl oceněn na festivalech v Gottwladově (dnešní Zlín) a v Kroměříži. Na konci sedmdesátých let se podílela také na dvou historicky situovaných animovaných filmech Faustův dům (režie Garik Seko, 1977) a Jeruzalémská ulice (1978) režírovaný Ivanem Renčem. S Ivanem Renčem natočila v témže roce také film Daliborka (1978). Odklon od klasické loutky k práci s hlínou či k objektové animace si vyzkoušela na filmech Jana Švankmajera Možnosti dialogu (1982) nebo Žvahlav aneb šatičky slaměného Huberta (1971).
Jako trikařka pak pracovala i na dvou hraných filmech režiséra Jindřich Poláka s postavou Pana Tau – Od zítřka nečaruji (1978) a Poplach v oblacích (1978). Pospíšilová je přímo autorkou loutky postavy Pana Tau.
Její poslední spolupráce v pozici animátorky na celovečerním animovaném snímku byla s režisérem a animátorem Stanislavem Látalem na filmu Dobrodružství Robinsona Crusoe, námořníka z Yorku (1981), s nímž spolupracovala již na animaci snímků Jiřího Trnky.

### Samostatná tvorba

#### Filmy
Pospíšilové režijním debutem se stala hororová pohádka O Maryšce a vlčím hrádku (1979), který spolurežírovala společně se scenáristou Edgarem Dutkou. O pět let později samostatně režírovala snímek Paní Bída, v němž se výrazně otiskl rukopis výtvarnice Šárky Vachové, zvláště na podobě loutek. O postavě paní Bídy Vlasta Pospíšilová řekla:
Pro mě paní Bída nebyla jen symbolem hmotné bídy a chamtivosti. Viděla jsem v ní to, co každého občacs navštíví formou nemoci, nesnází, rodinných tablů a čemu se člověk nemůže ubránit jinak než statečností, prací a humorem. A to je případ mé Bídy.
Následoval její pravděpodobně nejznámější snímek Lakomá Barka (1986), který byl adaptací jedné z humoristických pohádek z knihy Jana Wericha Fimfárum. Výtvarníkem snímku byl tentokrát Petr Poš. . Na práci Pospíšilové a Poše navázal po patnácti letech producent Martin Vandas se společností Maurfilm – postupně vznikly tři celovečerní animovaná pásma Fimfárum Jana Wericha (2002), Fimfárum 2 (2006) a Fimfárum – Do třetice všeho dobrého 3D (2011). Lakomá Barka se stala součástí prvního z nich. 

#### Seriály
V polovině devadesátých let se kromě krátkometrážní filmové tvorby, se začala věnovat také tvorbě seriálů. Na tomto poli debutovala adaptací knihy Jana Karafiáta Broučci. Stejnojmenný seriál vznikal v koprodukci s francouzskými a britskými partnery. Výtvarnou podobu adaptace vytvořila výtvarnice Jitka Walterová. V roce 1998 pak navázala seriálem Dobrodružství na pasece a o dva roky později seriálem Broučkova rodina.
Režírovala také několik dílů ze seriálu Pat a Mat se vracejí (2003 a 2004), která navazovala na předchozí série Lubomíra Beneše, s nímž spolupracovala již před lety na krátkém filmu Račte prominout (1974).

## Ocenění
- 2015 – Anifilm, Cena za celoživotní dílo[14]

## Filmografie

### Animace

#### Krátkometrážní
- Fikmik (režie Jan Karpaš, 1959)
- Půlnoční příhoda (režie Břetislav Pojar, 1960)
- Kybernetická babička (režie Jiří Trnka, 1962)
- Archanděl Gabriel a paní Husa (režie Jiří Trnka, 1964)
- Sochařka z Poličky (režie Jaroslav Boček, 1970)
- Vdova z Efesu (režie Jaroslav Boček, 1971)
- Žvahlav aneb šatičky slaměného Huberta (režie Jan Švankmajer, 1971)
- Račte prominout (režie Lubomír Beneš, 1974)
- Čára a já (režie Zdeněk Smetana, 1975) – získána 1. cena za animaci v roce 1976 v Gottwaldově (dnes Zlín)
- Tři etudy pro animátora s dohrou (režie Jaroslav Boček, 1977) – oceněno v roce 1978 Bronzovým kroměřížským tolarem na ARSfilmu v Kroměříži
- Faustův dům (režie Garik Seko, 1977)
- Jeruzalémská ulice (režie Ivan Renč, 1978) – oceněno v roce 1979 na ARSfilmu v Kroměříži
- Daliborka (režie Ivan Renč, 1978) – získána cena za animaci v roce 1979 v Gottwaldově (dnes Zlín)
- Pat a Mat - Tapety (režie Lubomír Beneš, 1979)
- Možnosti dialogu (režie Jan Švankmajer, 1982)

#### Celovečerní
- Sen noci svatojánské (režie Jiří Trnka, 1959)
- Dobrodružství Robinsona Crusoe, námořníka z Yorku (režie Stanislav Látal, 1981)
- Tisíc a jedna noc (režie Garik Seko, 1993)

### Režie
- O Maryšce a vlčím hrádku (1979) – oceněno v roce 1980 na Mezinárodním festivalu filmů pro děti a mládež
- Paní Bída (1984)
- Lakomá Barka (1986)
- Až opadá listí z dubu (1991)
- Broučci (1995) – seriál
- Dobrodružství na pasece (1998) – seriál
- Broučkova rodina (2000) – seriál
- Splněný sen (2001)
- Pat a Mat se vracejí (2003-2004) – vybrané epizody
- O kloboučku s pérkem sojčím (2007)